# Camou
Pour les articles homonymes, voir Camou.
Camou est une ancienne commune française du département des Pyrénées-Atlantiques. En 1836, la commune fusionne avec Cihigue pour former la nouvelle commune de Camou-Cihigue.

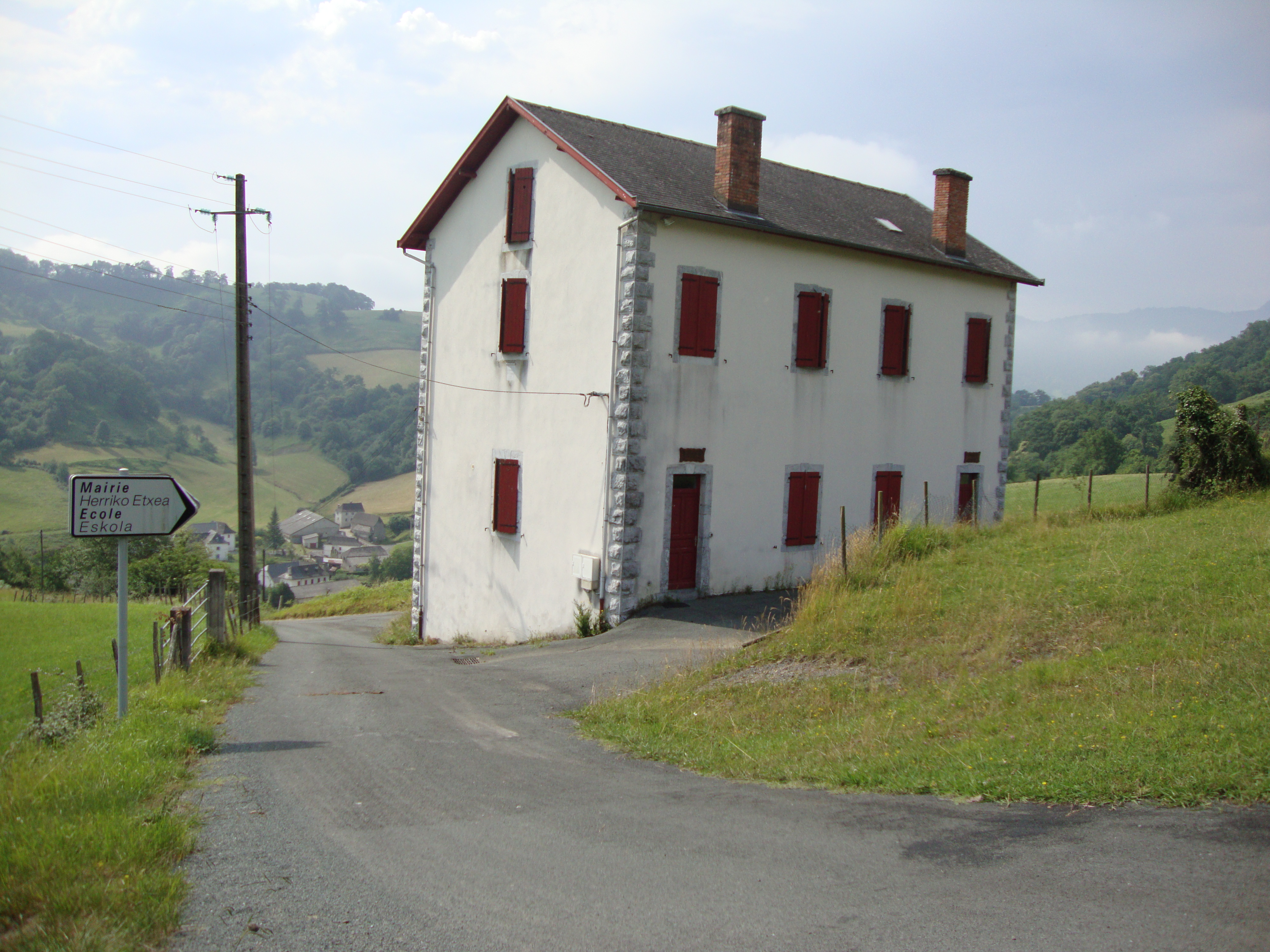
La mairie et l'école

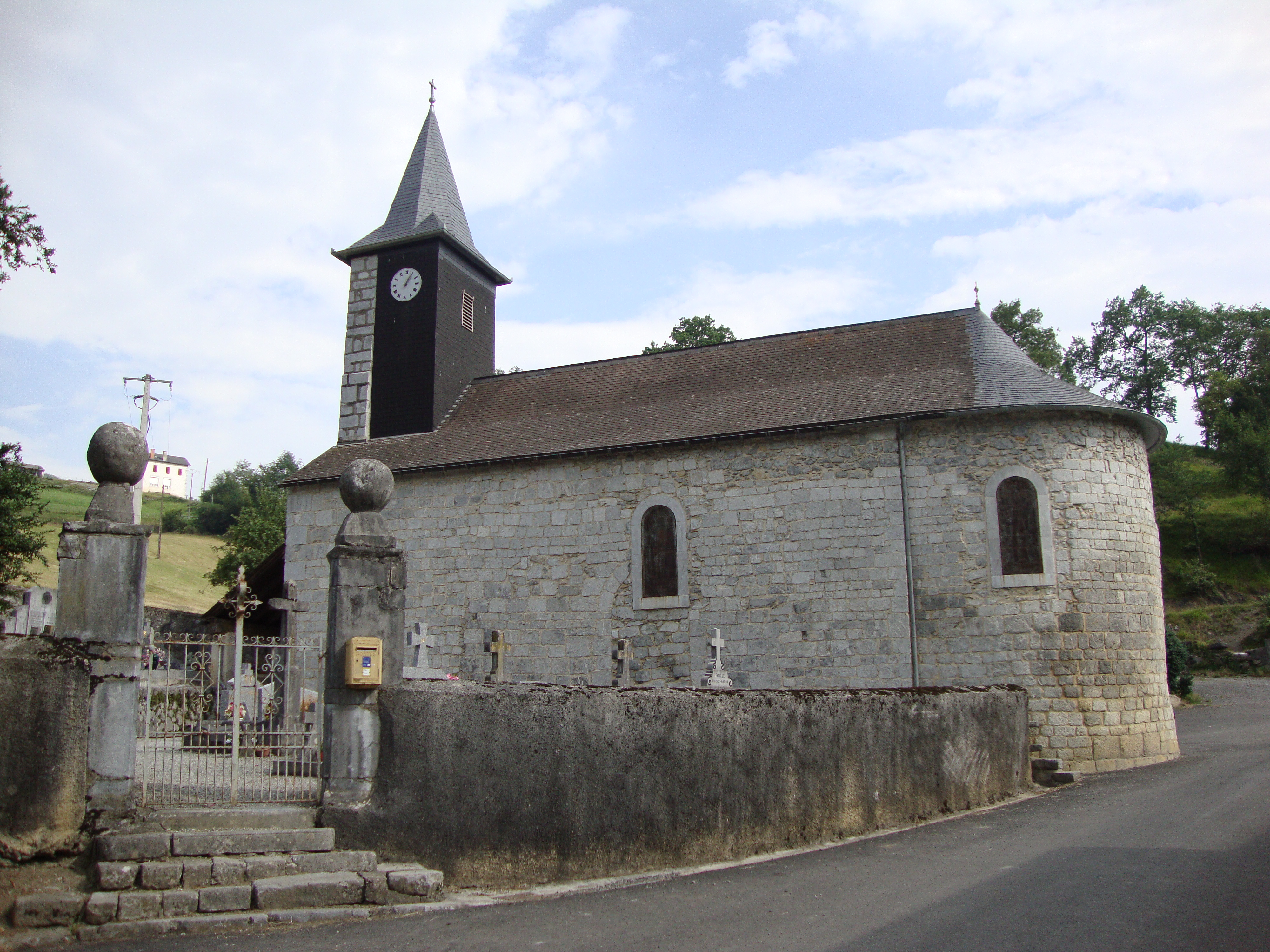
L'église Saint-Pierre

## Géographie
Camou fait partie de la Soule.

## Toponymie
Camou était aussi appelée Camou-Soule pour la différencier de Camou-Mixe en pays de Mixe.
Son nom basque est Gamere.

## Héraldique
| Blason | Blasonnement : D’azur au loup passant d’or; à la bordure cousue de gueules chargée de huit flanchis d’or, 2, 2, 2 et 2. |

## Démographie
| 1793 | 1800 | 1806 | 1821 |
| ---- | ---- | ---- | ---- |
| 171  | 143  | 129  | 160  |

## Culture locale et patrimoine

### Patrimoine religieux
L'église romane Saint Pierre, dont les origines remontent au milieu du Moyen Âge, a été remaniée aux XIXe et XXe siècles.
|  |  |  |  |

## Pour approfondir